# Avex
Avex Group Holdings Inc. (яп. エイベックス・グループ・ホールディングス株式会社 Эйбэккусу гуру:пу хо:рудингусу кабусики-гайся) — холдинговая компания, специализирующаяся в сфере шоу-бизнеса, со штаб-квартирой в Японии. Название компании происходит от английского словосочетания «Audio Visual Expert».
Компания Avex была основана в 1988 году. Довольно скоро у неё под контрактом было несколько звёзд, и она уже олицетворяла собой один из крупнейших примеров успеха в японском музыкальном бизнесе.
C 1999 года акции компании торгуются в первой секции Токийской биржи.
1 августа 2004 в результате борьбы за власть среди руководителей компании Avex (или Avex Group) Макс Мацуура ушел с поста управляющего директора компании и вообще из неё, но уже через два дня под давлением сотрудников и артистов компании и он, и его сторонник, председатель агентства по поиску талантов AXEV Рёхэй Тиба, свои заявления об отставке отозвали. 28 сентября он был назначен президентом Avex Group, а Рёхэй Тиба — вице-президентом. Предыдущий же председатель и СЕО «Авекса» Том Еда был «свергнут» и отправлен на пост почётного председателя. Также Йода ушёл с занимаемого им с марта 2003 года поста председателя/СЕО Японской ассоциации звукозаписывающих компаний. Источник журнала «Билборд» в японской музыкальной индустрии утверждал, что произошедшее было результатом игр (борьбы за власть) между Мацуурой и Ёдой. Ёда хотел, чтобы Avex расширил сферу своей деятельности, в частности занялся кинобизнесом, а Мацуура хотел сконцентрироваться на музыке и больше с Ёдой не желал работать. «Билборд» называл Мацууру и Ёду, соответственно, творческими и бизнес-мозгами компании Avex. Именно они сделали её из маленькой специализировавшейся в конце 1980-х на импорте фирмы одним из крупнейших лейблов звукозаписи Японии.
В 2006 году Avex открыл компанию в Китае. Avex China, с офисом в Пекине, была формально создана 16 ноября и начала свою деятельность 18 ноября. Председателем Avex China стал Мацуура, но было ещё неизвестно, кто будет руководить компанией на месте, в Пекине.
По результатам первой половины 2012 года Avex Group была 1-м производителем музыки по объёму физических продаж (синглы, альбомы, музыкальные DVD/Blu-ray) в Японии, опередив лидировавшую по результатам 2011 года Sony Music Entertainment.
Это крупнейшая независимая звукозаписывающая компания Японии.

## История
История Avех восходит к 1988 году, когда её создатель Макс Мацуура вместе с двумя партнёрами открыл компанию по оптовой продаже компакт-дисков, названную AVEX D.D. Inc. В сентябре 1990 года они официально открыли собственный лейбл звукозаписи, Avex Trax.

## Лейблы звукозаписи
- Avex Classics
- Avex Globe
- Avex Ideak
- Avex International
- Avex Mode
- Avex Trax (первый музыкальный лейбл компании, основан в сентябре 1990 года)
- Avex Tune
- Cutting Edge
- iDOL Street
- Motorod
- Rhythm Zone
- Sonic Groove

== Лейблы звукозаписи, дистрибьютором которых выступает  Avex Group ==
- Armada Music
- Disney Music Group
- Free-Will
- SM Entertainment
- Vandit
- Yamaha Music Communications Inc.
- YG Entertainment

## Исполнители

### iDOL Street
- SUPER GiRLS
- XG

### Rhythm Zone
- 2NE1
- E-girls
- May J.

### Sonic Groove
- Fairies
  - Момока Ито